# Oscar a la millor banda sonora
L'Oscar a la millor banda sonora (en anglès: Academy Award for Best Original Score) recompensa cada any la millor música de pel·lícula en el moment de la cerimònia dels Oscars que se celebra a Hollywood. El palmarès de la llista proposa, a més a més del guanyador en primer lloc, tots els candidats per a cada any.

## Història
La categoria que es va crear originalment (1935) s'anomenà millor banda sonora i els nominats eren una barreja de bandes sonores originals i adaptacions de material ja existent. Ben aviat es va veure que era necessari separar el premi en dues categories, i el 1939 es va crear el premi a la banda sonora original. Aquestes categories encara es mantenen fins a l'actualitat però al llarg dels anys s'han anat unint i separant en diverses ocasions, i també han canviat de nom moltes vegades:
1. Bandes sonores no musicals:
  - Millor banda sonora musical de pel·lícula dramàtica (1942)
  - Millor banda sonora musical de pel·lícula dramàtica o comèdia (1943–1962)
  - Millor banda sonora musical substancialment original (1963–1966)
  - Millor banda sonora original (1967–1968)
  - Millor banda sonora original per a pel·lícula no musical (1969–1970)
  - Millor banda sonora original (1971, 1976–1995, 2000–actualitat)
  - Millor banda sonora original dramàtica (1972–1975, 1996–1999)
2. Bandes sonores musicals:
  - Millor banda sonora de pel·lícula musical (1942–1962)
  - Millor banda sonora musical - adaptació o tractament (1942–1962)
  - Millor banda sonora de pel·lícula musical – original o adaptació (1969–1970)
  - Millor cançó de banda sonora original (1971)
  - Millor cançó de banda sonora original o adaptació (1972–1976)
  - Millor cançó original de banda sonora original i adaptació (1972–1976)
  - Millor banda sonora adaptada (1979)
  - Millor cançó de banda sonora original i adaptació o banda sonora adaptada (1980, 1983)
  - Millor cançó de banda sonora original o banda sonora i adaptació o banda sonora adaptada (1980, 1983)
  - Millor cançó de banda sonora original o adaptada (1984)
  - Millor cançó de banda sonora original (1985)
  - Millor banda sonora original musical o comèdia (1996–1999)
  - Millor musical original (2000)

## Guanyadors i nominats

### Dècada de 1930
| Any                                                                   | Pel·lícula                      | Pel·lícula                      | Candidat/s | Candidat/s |
| --------------------------------------------------------------------- | ------------------------------- | ------------------------------- | --- | --- |
| 1934                                                                  | One Night of Love               | One Night of Love               | Columbia Studio, Louis Silvers, cap de departament (música de Victor Schertzinger i Gus Kahn)                       | Columbia Studio, Louis Silvers, cap de departament (música de Victor Schertzinger i Gus Kahn)                       |
| 1934                                                                  | L'alegre divorciada             | L'alegre divorciada             | RKO Radio Studio, Max Steiner, cap de departament (composta per Kenneth Webb i Samuel Hoffenstein)                  | RKO Radio Studio, Max Steiner, cap de departament (composta per Kenneth Webb i Samuel Hoffenstein)                  |
| 1934                                                                  | La patrulla perduda             | La patrulla perduda             | RKO Radio Studio, Max Steiner, cap de departament (composta per Max Steiner)                                        | RKO Radio Studio, Max Steiner, cap de departament (composta per Max Steiner)                                        |
| 1935                                                                  | El delator                      | El delator                      | RKO Radio Studio, Max Steiner, cap de departament (composta per Max Steiner)                                        | RKO Radio Studio, Max Steiner, cap de departament (composta per Max Steiner)                                        |
| 1935                                                                  | El capità Blood                 | El capità Blood                 | Warner Bros.-First National Studio, Leo F. Forbstein, cap de departament (composta per Erich Wolfgang Korngold)     | Warner Bros.-First National Studio, Leo F. Forbstein, cap de departament (composta per Erich Wolfgang Korngold)     |
| 1935                                                                  | Rebel·lió a bord                | Rebel·lió a bord                | Metro-Goldwyn-Mayer Studio, Nat W. Finston, cap de departament (composta per Herbert Stothart)                      | Metro-Goldwyn-Mayer Studio, Nat W. Finston, cap de departament (composta per Herbert Stothart)                      |
| 1935                                                                  | Somni d'amor etern              | Somni d'amor etern              | Paramount Studio, Irvin Talbot, cap de departament (composta per Ernst Toch)                                        | Paramount Studio, Irvin Talbot, cap de departament (composta per Ernst Toch)                                        |
| 1936                                                                  | Anthony Adverse                 | Anthony Adverse                 | Warner Bros. Studio, Leo F. Forbstein, cap de departament (composta per Erich Wolfgang Korngold)                    | Warner Bros. Studio, Leo F. Forbstein, cap de departament (composta per Erich Wolfgang Korngold)                    |
| 1936                                                                  | The Charge of the Light Brigade | The Charge of the Light Brigade | Warner Bros. Studio, Leo F. Forbstein, cap de departament (composta per Max Steiner)                                | Warner Bros. Studio, Leo F. Forbstein, cap de departament (composta per Max Steiner)                                |
| 1936                                                                  | The Garden of Allah             | The Garden of Allah             | Selznick International Pictures, Max Steiner, cap de departament (composta per Max Steiner)                         | Selznick International Pictures, Max Steiner, cap de departament (composta per Max Steiner)                         |
| 1936                                                                  | The General Died at Dawn        | The General Died at Dawn        | Paramount Studio, Boris Morros, cap de departament (composta per Werner Janssen)                                    | Paramount Studio, Boris Morros, cap de departament (composta per Werner Janssen)                                    |
| 1936                                                                  | Winterset                       | Winterset                       | RKO Radio Studio, Nathaniel Shilkret, cap de departament (composta per Nathaniel Shilkret)                          | RKO Radio Studio, Nathaniel Shilkret, cap de departament (composta per Nathaniel Shilkret)                          |
| 1937                                                                  | One Hundred Men and a Girl      | One Hundred Men and a Girl      | Universal Studio, Charles Previn, cap de departament (no surt als crèdits)                                          | Universal Studio, Charles Previn, cap de departament (no surt als crèdits)                                          |
| 1937                                                                  | Huracà sobre l'illa             | Huracà sobre l'illa             | Samuel Goldwyn Studio, Alfred Newman, cap de departament (composta per Alfred Newman)                               | Samuel Goldwyn Studio, Alfred Newman, cap de departament (composta per Alfred Newman)                               |
| 1937                                                                  | In Old Chicago                  | In Old Chicago                  | 20th Century-Fox Studio, Louis Silvers, cap de departament (no surt als crèdits)                                    | 20th Century-Fox Studio, Louis Silvers, cap de departament (no surt als crèdits)                                    |
| 1937                                                                  | The Life of Emile Zola          | The Life of Emile Zola          | Warner Bros. Studio, Leo F. Forbstein, cap de departament (composta per Max Steiner)                                | Warner Bros. Studio, Leo F. Forbstein, cap de departament (composta per Max Steiner)                                |
| 1937                                                                  | Horitzons perduts               | Horitzons perduts               | Columbia Studio, Morris Stoloff, cap de departament (composta per Dimitri Tiomkin)                                  | Columbia Studio, Morris Stoloff, cap de departament (composta per Dimitri Tiomkin)                                  |
| 1937                                                                  | Make a Wish                     | Make a Wish                     | Principal Productions, Dr. Hugo Riesenfeld, director musical (composta per Dr. Hugo Riesenfeld)                     | Principal Productions, Dr. Hugo Riesenfeld, director musical (composta per Dr. Hugo Riesenfeld)                     |
| 1937                                                                  | Maytime                         | Maytime                         | Metro-Goldwyn-Mayer Studio, Nat W. Finston, cap de departament (composta per Herbert Stothart)                      | Metro-Goldwyn-Mayer Studio, Nat W. Finston, cap de departament (composta per Herbert Stothart)                      |
| 1937                                                                  | Portia on Trial                 | Portia on Trial                 | Republic Studio, Alberto Colombo, cap de departament (composta per Alberto Colombo)                                 | Republic Studio, Alberto Colombo, cap de departament (composta per Alberto Colombo)                                 |
| 1937                                                                  | The Prisoner of Zenda           | The Prisoner of Zenda           | Selznick International Pictures, Alfred Newman, director musical (composta per Alfred Newman)                       | Selznick International Pictures, Alfred Newman, director musical (composta per Alfred Newman)                       |
| 1937                                                                  | Olívia                          | Olívia                          | RKO Radio Studio, Roy Webb, director musical (composta per Roy Webb)                                                | RKO Radio Studio, Roy Webb, director musical (composta per Roy Webb)                                                |
| 1937                                                                  | La Blancaneu i els set nans     | La Blancaneu i els set nans     | Walt Disney Studio, Leigh Harline, cap de departament (composta per Frank Churchill, Leigh Harline i Paul J. Smith) | Walt Disney Studio, Leigh Harline, cap de departament (composta per Frank Churchill, Leigh Harline i Paul J. Smith) |
| 1937                                                                  | Això s'ha de celebrar           | Això s'ha de celebrar           | Grand National Studio, Constantin Bakaleinikoff, director musical (composta per Victor Schertzinger)                | Grand National Studio, Constantin Bakaleinikoff, director musical (composta per Victor Schertzinger)                |
| 1937                                                                  | Souls at Sea                    | Souls at Sea                    | Paramount Studio, Boris Morros, cap de departament (composta per W. Franke Harling i Milan Roder)                   | Paramount Studio, Boris Morros, cap de departament (composta per W. Franke Harling i Milan Roder)                   |
| 1937                                                                  | Way Out West                    | Way Out West                    | Hal Roach Studio, Marvin Hatley, cap de departament (composta per Marvin Hatley)                                    | Hal Roach Studio, Marvin Hatley, cap de departament (composta per Marvin Hatley)                                    |
| La categoria es va dividir en Millor música original i Millor música. |                                 |                                 | | |
| Any                                                                   | Música original                 | Música original                 | Música | Música |
| Any                                                                   | Pel·lícula                      | Candidat/s                      | Pel·lícula | Candidat/s |
| 1938                                                                  | Les aventures de Robin Hood     | Erich Wolfgang Korngold         | Alexander's Ragtime Band                                                                                            | Alfred Newman |
| 1938                                                                  | Army Girl                       | Victor Young                    | Amanda | Victor Baravalle |
| 1938                                                                  | Block-Heads                     | Marvin Hatley                   | Girls' School | Morris Stoloff, Gregory Stone                                                                                       |
| 1938                                                                  | Bloqueig                        | Werner Janssen                  | Així neix una fantasia                                                                                              | Alfred Newman |
| 1938                                                                  | Breaking the Ice                | Victor Young                    | Jezebel | Max Steiner |
| 1938                                                                  | The Cowboy and the Lady         | Alfred Newman                   | Mad About Music | Charles Previn, Frank Skinner                                                                                       |
| 1938                                                                  | If I Were King                  | Richard Hageman                 | Storm Over Bengal                                                                                                   | Cy Feuer |
| 1938                                                                  | Maria Antonieta                 | Herbert Stothart                | Sweethearts | Herbert Stothart |
| 1938                                                                  | El transatlàntic del Pacífic    | Russell Bennett                 | There Goes My Heart                                                                                                 | Marvin Hatley |
| 1938                                                                  | Suez                            | Louis Silvers                   | Tropic Holiday | Boris Morros |
| 1938                                                                  | The Young in Heart              | Franz Waxman                    | The Young in Heart                                                                                                  | Franz Waxman |
| 1939                                                                  | El màgic d'Oz                   | Herbert Stothart                | Stagecoach | Richard Hageman, W. Franke Harling, John Leipold, Leo Shuken                                                        |
| 1939                                                                  | Dark Victory                    | Max Steiner                     | Els fills de la faràndula                                                                                           | Roger Edens, Georgie Stoll                                                                                          |
| 1939                                                                  | Eternament teva                 | Werner Janssen                  | First Love | Charles Previn |
| 1939                                                                  | Golden Boy                      | Victor Young                    | The Great Victor Herbert                                                                                            | Phil Boutelje, Arthur Lange                                                                                         |
| 1939                                                                  | Allò que el vent s'endugué      | Max Steiner                     | El geperut de Notre-Dame                                                                                            | Alfred Newman |
| 1939                                                                  | Els viatges de Gulliver         | Victor Young                    | Intermezzo | Lou Forbes |
| 1939                                                                  | L'home de la màscara de ferro   | Lud Gluskin, Lucien Moraweck    | Mr. Smith Goes to Washington                                                                                        | Dimitri Tiomkin |
| 1939                                                                  | Man of Conquest                 | Victor Young                    | Of Mice and Men | Aaron Copland |
| 1939                                                                  | Nurse Edith Cavell              | Anthony Collins                 | The Private Lives of Elizabeth and Essex                                                                            | Erich Wolfgang Korngold                                                                                             |
| 1939                                                                  | Of Mice and Men                 | Aaron Copland                   | She Married a Cop                                                                                                   | Cy Feuer |
| 1939                                                                  | The Rains Came                  | Alfred Newman                   | Swanee River | Louis Silvers |
| 1939                                                                  | Cims borrascosos                | Alfred Newman                   | They Shall Have Music                                                                                               | Alfred Newman |
| 1939                                                                  | Cims borrascosos                | Alfred Newman                   | Way Down South | Victor Young |

### Dècada de 1940
| Any                                                                 | Música original                                | Música original                                | Música                             | Música                                            |
| Any                                                                 | Pel·lícula                                     | Candidat/s                                     | Pel·lícula                         | Candidat/s                                        |
| ------------------------------------------------------------------- | ---------------------------------------------- | ---------------------------------------------- | ---------------------------------- | ------------------------------------------------- |
| 1940                                                                | Pinotxo                                        | Leigh Harline, Paul Smith, Ned Washington      | Tin Pan Alley                      | Alfred Newman                                     |
| 1940                                                                | Arizona                                        | Victor Young                                   | Aixeca't, amor meu                 | Victor Young                                      |
| 1940                                                                | Dark Command                                   | Victor Young                                   | Hit Parade of 1941                 | Cy Feuer                                          |
| 1940                                                                | The Fight for Life                             | Louis Gruenberg                                | Irene                              | Anthony Collins                                   |
| 1940                                                                | The Great Dictator                             | Meredith Willson                               | El nostre poble                    | Aaron Copland                                     |
| 1940                                                                | The House of the Seven Gables                  | Frank Skinner                                  | El falcó del mar                   | Erich Wolfgang Korngold                           |
| 1940                                                                | The Howards of Virginia                        | Richard Hageman                                | Second Chorus                      | Artie Shaw                                        |
| 1940                                                                | La carta                                       | Max Steiner                                    | Spring Parade                      | Charles Previn                                    |
| 1940                                                                | El retorn a casa                               | Richard Hageman                                | Strike Up the Band                 | Roger Edens, Georgie Stoll                        |
| 1940                                                                | The Mark of Zorro                              | Alfred Newman                                  | Strike Up the Band                 | Roger Edens, Georgie Stoll                        |
| 1940                                                                | La meva dona favorita                          | Roy Webb                                       | Strike Up the Band                 | Roger Edens, Georgie Stoll                        |
| 1940                                                                | North West Mounted Police                      | Victor Young                                   | Strike Up the Band                 | Roger Edens, Georgie Stoll                        |
| 1940                                                                | One Million B.C.                               | Werner Heymann                                 | Strike Up the Band                 | Roger Edens, Georgie Stoll                        |
| 1940                                                                | El nostre poble                                | Aaron Copland                                  | Strike Up the Band                 | Roger Edens, Georgie Stoll                        |
| 1940                                                                | Rebecca                                        | Franz Waxman                                   | Strike Up the Band                 | Roger Edens, Georgie Stoll                        |
| 1940                                                                | El lladre de Bagdad                            | Miklós Rózsa                                   | Strike Up the Band                 | Roger Edens, Georgie Stoll                        |
| 1940                                                                | Waterloo Bridge                                | Herbert Stothart                               | Strike Up the Band                 | Roger Edens, Georgie Stoll                        |
| Les categories es van reanomenar segons el gènere de la pel·lícula. |                                                |                                                |                                    |                                                   |
| Any                                                                 | Banda sonora de pel·lícula dramàtica o comèdia | Banda sonora de pel·lícula dramàtica o comèdia | Banda sonora de pel·lícula musical | Banda sonora de pel·lícula musical                |
| Any                                                                 | Pel·lícula                                     | Candidat/s                                     | Pel·lícula                         | Candidat/s                                        |
| 1941                                                                | The Devil and Daniel Webster                   | Bernard Herrmann                               | Dumbo                              | Frank Churchill, Oliver Wallace                   |
| 1941                                                                | Back Street                                    | Frank Skinner                                  | All-American Co-Ed                 | Edward Ward                                       |
| 1941                                                                | Bola de foc                                    | Alfred Newman                                  | Birth of the Blues                 | Robert Emmett Dolan                               |
| 1941                                                                | Cheers for Miss Bishop                         | Edward Ward                                    | Buck Privates                      | Charles Previn                                    |
| 1941                                                                | Ciutadà Kane                                   | Bernard Herrmann                               | The Chocolate Soldier              | Herbert Stothart, Bronisław Kaper                 |
| 1941                                                                | Dr. Jekyll and Mr. Hyde                        | Franz Waxman                                   | Ice-Capades                        | Cy Feuer                                          |
| 1941                                                                | Hold Back the Dawn                             | Victor Young                                   | La rossa explosiva                 | Heinz Roemheld                                    |
| 1941                                                                | Que verda era la meva vall                     | Alfred Newman                                  | Sun Valley Serenade                | Emil Newman                                       |
| 1941                                                                | King of the Zombies                            | Edward Kay                                     | Sunny                              | Anthony Collins                                   |
| 1941                                                                | Ladies in Retirement                           | Morris Stoloff, Ernst Toch                     | You'll Never Get Rich              | Morris W. Stoloff                                 |
| 1941                                                                | La lloba                                       | Meredith Willson                               | You'll Never Get Rich              | Morris W. Stoloff                                 |
| 1941                                                                | Lydia                                          | Miklós Rózsa                                   | You'll Never Get Rich              | Morris W. Stoloff                                 |
| 1941                                                                | Mercy Island                                   | Cy Feuer, Walter Scharf                        | You'll Never Get Rich              | Morris W. Stoloff                                 |
| 1941                                                                | El sergent York                                | Max Steiner                                    | You'll Never Get Rich              | Morris W. Stoloff                                 |
| 1941                                                                | So Ends Our Night                              | Louis Gruenberg                                | You'll Never Get Rich              | Morris W. Stoloff                                 |
| 1941                                                                | Sundown                                        | Miklos Rózsa                                   | You'll Never Get Rich              | Morris W. Stoloff                                 |
| 1941                                                                | Sospita                                        | Franz Waxman                                   | You'll Never Get Rich              | Morris W. Stoloff                                 |
| 1941                                                                | Tanks a Million                                | Edward Ward                                    | You'll Never Get Rich              | Morris W. Stoloff                                 |
| 1941                                                                | Aquest centiment incert                        | Werner Heymann                                 | You'll Never Get Rich              | Morris W. Stoloff                                 |
| 1941                                                                | This Woman Is Mine                             | Richard Hageman                                | You'll Never Get Rich              | Morris W. Stoloff                                 |
| 1942                                                                | Now, Voyager                                   | Max Steiner                                    | Yankee Doodle Dandy                | Ray Heindorf, Heinz Roemheld                      |
| 1942                                                                | Arabian Nights                                 | Frank Skinner                                  | Flying with Music                  | Edward Ward                                       |
| 1942                                                                | Bambi                                          | Frank Churchill, Edward Plumb                  | Per mi i la meva noia              | Roger Edens, Georgie Stoll                        |
| 1942                                                                | The Black Swan                                 | Alfred Newman                                  | Holiday Inn                        | Robert Emmett Dolan                               |
| 1942                                                                | The Corsican Brothers                          | Dimitri Tiomkin                                | It Started with Eve                | Hans J. Salter, Charles Previn                    |
| 1942                                                                | Flying Tigers                                  | Victor Young                                   | Johnny Doughboy                    | Walter Scharf                                     |
| 1942                                                                | La quimera de l'or                             | Max Terr                                       | My Gal Sal                         | Alfred Newman                                     |
| 1942                                                                | M'he casat amb una bruixa                      | Roy Webb                                       | Ballant neix l'amor                | Leigh Harline                                     |
| 1942                                                                | Joana de París                                 | Roy Webb                                       | Ballant neix l'amor                | Leigh Harline                                     |
| 1942                                                                | El llibre de la selva                          | Miklós Rózsa                                   | Ballant neix l'amor                | Leigh Harline                                     |
| 1942                                                                | Klondike Fury                                  | Edward Kay                                     | Ballant neix l'amor                | Leigh Harline                                     |
| 1942                                                                | L'orgull dels ianquis                          | Leigh Harline                                  | Ballant neix l'amor                | Leigh Harline                                     |
| 1942                                                                | Random Harvest                                 | Herbert Stothart                               | Ballant neix l'amor                | Leigh Harline                                     |
| 1942                                                                | The Shanghai Gesture                           | Richard Hageman                                | Ballant neix l'amor                | Leigh Harline                                     |
| 1942                                                                | Silver Queen                                   | Victor Young                                   | Ballant neix l'amor                | Leigh Harline                                     |
| 1942                                                                | Take a Letter, Darling                         | Victor Young                                   | Ballant neix l'amor                | Leigh Harline                                     |
| 1942                                                                | The Talk of the Town                           | Frederick Hollander, Morris Stoloff            | Ballant neix l'amor                | Leigh Harline                                     |
| 1942                                                                | Ser o no ser                                   | Werner Heymann                                 | Ballant neix l'amor                | Leigh Harline                                     |
| 1943                                                                | The Song of Bernadette                         | Alfred Newman                                  | Això és l'exèrcit                  | Ray Heindorf                                      |
| 1943                                                                | The Amazing Mrs. Holliday                      | Frank Skinner, Hans J. Salter                  | Coney Island                       | Alfred Newman                                     |
| 1943                                                                | Casablanca                                     | Max Steiner                                    | Hit Parade of 1943                 | Walter Scharf                                     |
| 1943                                                                | Commandos Strike at Dawn                       | Morris Stoloff, Louis Gruenberg                | Phantom of the Opera               | Edward Ward                                       |
| 1943                                                                | The Fallen Sparrow                             | Roy Webb, Constantin Bakaleinikoff             | Saludos Amigos                     | Edward H. Plumb, Paul J. Smith, Charles Wolcott   |
| 1943                                                                | For Whom the Bell Tolls                        | Victor Young                                   | The Sky's the Limit                | Leigh Harline                                     |
| 1943                                                                | Hangmen Also Die                               | Hanns Eisler                                   | Something to Shout About           | M.W. Stoloff                                      |
| 1943                                                                | Hi Diddle Diddle                               | Phil Boutelje                                  | La cantina del teatre              | Robert Emmett Dolan                               |
| 1943                                                                | In Old Oklahoma                                | Walter Scharf                                  | Thousands Cheer                    | Herbert Stothart                                  |
| 1943                                                                | Johnny Come Lately                             | Leigh Harline                                  | Thousands Cheer                    | Herbert Stothart                                  |
| 1943                                                                | The Kansan                                     | Gerard Carbonara                               | Thousands Cheer                    | Herbert Stothart                                  |
| 1943                                                                | Lady of Burlesque                              | Arthur Lange                                   | Thousands Cheer                    | Herbert Stothart                                  |
| 1943                                                                | Madame Curie                                   | Herbert Stothart                               | Thousands Cheer                    | Herbert Stothart                                  |
| 1943                                                                | The Moon and Sixpence                          | Dimitri Tiomkin                                | Thousands Cheer                    | Herbert Stothart                                  |
| 1943                                                                | The North Star                                 | Aaron Copland                                  | Thousands Cheer                    | Herbert Stothart                                  |
| 1943                                                                | Victory Through Air Power                      | Edward Plumb, Paul Smith, Oliver Wallace       | Thousands Cheer                    | Herbert Stothart                                  |
| 1944                                                                | Since You Went Away                            | Max Steiner                                    | Les models                         | Morris Stoloff, Carmen Dragon                     |
| 1944                                                                | Address Unknown                                | Morris Stoloff, Ernst Toch                     | Brazil                             | Walter Scharf                                     |
| 1944                                                                | The Adventures of Mark Twain                   | Max Steiner                                    | Higher and Higher                  | Constantin Bakaleinikoff                          |
| 1944                                                                | The Bridge of San Luis Rey                     | Dimitri Tiomkin                                | Hollywood Canteen                  | Ray Heindorf                                      |
| 1944                                                                | Casanova Brown                                 | Arthur Lange                                   | Irish Eyes Are Smiling             | Alfred Newman                                     |
| 1944                                                                | Christmas Holiday                              | Hans J. Salter                                 | Knickerbocker Holiday              | Werner Heymann, Kurt Weill                        |
| 1944                                                                | Double Indemnity                               | Miklós Rózsa                                   | Lady in the Dark                   | Robert Emmett Dolan                               |
| 1944                                                                | The Fighting Seabees                           | Walter Scharf, Roy Webb                        | Lady, Let's Dance                  | Edward Kay                                        |
| 1944                                                                | The Hairy Ape                                  | Michel Michelet, Edward Paul                   | Meet Me in St. Louis               | Georgie Stoll                                     |
| 1944                                                                | It Happened Tomorrow                           | Robert Stolz                                   | The Merry Monahans                 | Hans J. Salter                                    |
| 1944                                                                | Jack London                                    | Fred Rich                                      | Minstrel Man                       | Ferde Grofé, Leo Erdody                           |
| 1944                                                                | Kismet                                         | Herbert Stothart                               | Sensations of 1945                 | Mahlon Merrick                                    |
| 1944                                                                | Un cor en perill                               | Constantin Bakaleinikoff, Hanns Eisler         | Song of the Open Road              | Charles Previn                                    |
| 1944                                                                | La princesa i el pirata                        | David Rose                                     | Rumb a Orient                      | Louis Forbes, Ray Heindorf                        |
| 1944                                                                | Summer Storm                                   | Karl Hajos                                     | Rumb a Orient                      | Louis Forbes, Ray Heindorf                        |
| 1944                                                                | Three Russian Girls                            | Franke Harling                                 | Rumb a Orient                      | Louis Forbes, Ray Heindorf                        |
| 1944                                                                | Un casat amoïnat                               | Edward Paul                                    | Rumb a Orient                      | Louis Forbes, Ray Heindorf                        |
| 1944                                                                | Voice in the Wind                              | Michel Michelet                                | Rumb a Orient                      | Louis Forbes, Ray Heindorf                        |
| 1944                                                                | Wilson                                         | Alfred Newman                                  | Rumb a Orient                      | Louis Forbes, Ray Heindorf                        |
| 1944                                                                | The Woman of the Town                          | Miklós Rózsa                                   | Rumb a Orient                      | Louis Forbes, Ray Heindorf                        |
| 1945                                                                | Spellbound                                     | Miklós Rózsa                                   | Lleveu àncores!                    | Georgie Stoll                                     |
| 1945                                                                | The Bells of St. Mary's                        | Robert Emmett Dolan                            | Belle of the Yukon                 | Arthur Lange                                      |
| 1945                                                                | El meu xicot és boig                           | William Walton                                 | Can't Help Singing                 | Jerome Kern (p.m.), Hans J. Salter                |
| 1945                                                                | Captain Kidd                                   | Werner Janssen                                 | Hitchhike to Happiness             | Morton Scott                                      |
| 1945                                                                | Miracle d'amor                                 | Roy Webb                                       | La rossa dels cabells de foc       | Robert Emmett Dolan                               |
| 1945                                                                | Algun dia tornaré                              | Morton Scott, Dale Butts                       | Rhapsody in Blue                   | Ray Heindorf, Max Steiner                         |
| 1945                                                                | G. I. Honeymoon                                | Edward J. Kay                                  | State Fair                         | Alfred Newman, Charles Henderson                  |
| 1945                                                                | G. I. Joe                                      | Louis Applebaum, Ann Ronell                    | Sunbonnet Sue                      | Edward J. Kay                                     |
| 1945                                                                | Guest in the House                             | Werner Janssen                                 | The Three Caballeros               | Edward Plumb, Paul Smith, Charles Wolcott         |
| 1945                                                                | Guest Wife                                     | Daniele Amfitheatrof                           | Aquesta nit i sempre               | Marlin Skiles, Morris Stoloff                     |
| 1945                                                                | The Keys of the Kingdom                        | Alfred Newman                                  | Why Girls Leave Home               | Walter Greene                                     |
| 1945                                                                | Dies perduts                                   | Miklós Rózsa                                   | Un home fenomen                    | Louis Forbes, Ray Heindorf                        |
| 1945                                                                | Love Letters                                   | Victor Young                                   | Un home fenomen                    | Louis Forbes, Ray Heindorf                        |
| 1945                                                                | The Man Who Walked Alone                       | Karl Hajos                                     | Un home fenomen                    | Louis Forbes, Ray Heindorf                        |
| 1945                                                                | Objectiu Birmània                              | Franz Waxman                                   | Un home fenomen                    | Louis Forbes, Ray Heindorf                        |
| 1945                                                                | Paris Underground                              | Alexandre Tansman                              | Un home fenomen                    | Louis Forbes, Ray Heindorf                        |
| 1945                                                                | A Song to Remember                             | Miklós Rózsa, Morris Stoloff                   | Un home fenomen                    | Louis Forbes, Ray Heindorf                        |
| 1945                                                                | The Southerner                                 | Werner Janssen                                 | Un home fenomen                    | Louis Forbes, Ray Heindorf                        |
| 1945                                                                | This Love of Ours                              | Hans J. Salter                                 | Un home fenomen                    | Louis Forbes, Ray Heindorf                        |
| 1945                                                                | The Valley of Decision                         | Herbert Stothart                               | Un home fenomen                    | Louis Forbes, Ray Heindorf                        |
| 1945                                                                | La dona del quadre                             | Arthur Lange, Hugo Friedhofer                  | Un home fenomen                    | Louis Forbes, Ray Heindorf                        |
| 1946                                                                | Els millors anys de la nostra vida             | Hugo Friedhofer                                | The Jolson Story                   | Morris Stoloff                                    |
| 1946                                                                | Anna i el rei de Siam                          | Bernard Herrmann                               | Blue Skies                         | Robert Emmett Dolan                               |
| 1946                                                                | Enric V                                        | William Walton                                 | Centennial Summer                  | Alfred Newman                                     |
| 1946                                                                | Humoresque                                     | Franz Waxman                                   | The Harvey Girls                   | Lennie Hayton                                     |
| 1946                                                                | The Killers                                    | Miklós Rózsa                                   | Nit i dia                          | Ray Heindorf, Max Steiner                         |
| 1947                                                                | A Double Life                                  | Miklós Rózsa                                   | Mother Wore Tights                 | Alfred Newman                                     |
| 1947                                                                | The Bishop's Wife                              | Hugo Friedhofer                                | Fiesta                             | Johnny Green                                      |
| 1947                                                                | Capità de Castella                             | Alfred Newman                                  | My Wild Irish Rose                 | Ray Heindorf, Max Steiner                         |
| 1947                                                                | Forever Amber                                  | David Raksin                                   | Road to Rio                        | Robert Emmett Dolan                               |
| 1947                                                                | La vida amb el pare                            | Max Steiner                                    | Song of the South                  | Daniele Amfitheatrof, Paul Smith, Charles Wolcott |
| 1948                                                                | Les sabatilles vermelles                       | Brian Easdale                                  | Easter Parade                      | Johnny Green, Roger Edens                         |
| 1948                                                                | Hamlet                                         | William Walton                                 | The Emperor Waltz                  | Victor Young                                      |
| 1948                                                                | Joan of Arc                                    | Hugo Friedhofer                                | El pirata                          | Lennie Hayton                                     |
| 1948                                                                | Johnny Belinda                                 | Max Steiner                                    | Romance on the High Seas           | Ray Heindorf                                      |
| 1948                                                                | The Snake Pit                                  | Alfred Newman                                  | When My Baby Smiles at Me          | Alfred Newman                                     |
| 1949                                                                | The Heiress                                    | Aaron Copland                                  | Un dia a Nova York                 | Roger Edens, Lennie Hayton                        |
| 1949                                                                | Beyond the Forest                              | Max Steiner                                    | Jolson Sings Again                 | Morris Stoloff, George Duning                     |
| 1949                                                                | Champion                                       | Dimitri Tiomkin                                | Look for the Silver Lining         | Ray Heindorf                                      |

### Dècada de 1950
| Any  | Banda sonora de pel·lícula dramàtica o comèdia | Banda sonora de pel·lícula dramàtica o comèdia | Banda sonora de pel·lícula musical  | Banda sonora de pel·lícula musical                   |
| Any  | Pel·lícula                                     | Candidat/s                                     | Pel·lícula                          | Candidat/s                                           |
| ---- | ---------------------------------------------- | ---------------------------------------------- | ----------------------------------- | ---------------------------------------------------- |
| 1950 | Sunset Boulevard                               | Franz Waxman                                   | Annie Get Your Gun                  | Adolph Deutsch, Roger Edens                          |
| 1950 | Tot sobre Eva                                  | Alfred Newman                                  | La Ventafocs                        | Oliver Wallace, Paul J. Smith                        |
| 1950 | El falcó i la fletxa                           | Max Steiner                                    | I'll Get By                         | Lionel Newman                                        |
| 1950 | No Sad Songs for Me                            | George Duning                                  | Three Little Words                  | André Previn                                         |
| 1950 | Samson and Delilah                             | Victor Young                                   | The West Point Story                | Ray Heindorf                                         |
| 1951 | A Place in the Sun                             | Franz Waxman                                   | Un americà a París                  | Johnny Green, Saul Chaplin                           |
| 1951 | David i Betsabé                                | Alfred Newman                                  | Alícia al país de les meravelles    | Oliver Wallace                                       |
| 1951 | La mort d'un viatjant                          | Alex North                                     | The Great Caruso                    | Peter Herman Adler, Johnny Green                     |
| 1951 | Quo Vadis                                      | Miklós Rózsa                                   | On the Riviera                      | Alfred Newman                                        |
| 1951 | A Streetcar Named Desire                       | Alex North                                     | Show Boat                           | Adolph Deutsch, Conrad Salinger                      |
| 1952 | Sol davant el perill                           | Dimitri Tiomkin                                | With a Song in My Heart             | Alfred Newman                                        |
| 1952 | Ivanhoe                                        | Miklós Rózsa                                   | El fabulós Andersen                 | Walter Scharf                                        |
| 1952 | The Miracle of Our Lady of Fatima              | Max Steiner                                    | The Jazz Singer                     | Ray Heindorf, Max Steiner                            |
| 1952 | The Thief                                      | Herschel Burke Gilbert                         | The Medium                          | Gian-Carlo Menotti                                   |
| 1952 | Viva Zapata!                                   | Alex North                                     | Cantant sota la pluja               | Lennie Hayton                                        |
| 1953 | Lilí                                           | Bronisław Kaper                                | Call Me Madam                       | Alfred Newman                                        |
| 1953 | Above and Beyond                               | Hugo Friedhofer                                | Melodies de Broadway                | Adolph Deutsch                                       |
| 1953 | D'aquí a l'eternitat                           | Morris Stoloff, George Duning                  | Jane Calamitat                      | Ray Heindorf                                         |
| 1953 | Julius Caesar                                  | Miklós Rózsa                                   | The 5,000 Fingers of Dr. T          | Friedrich Hollaender, Morris Stoloff                 |
| 1953 | This Is Cinerama                               | Louis Forbes                                   | Kiss Me Kate                        | André Previn, Saul Chaplin                           |
| 1954 | The High and the Mighty                        | Dimitri Tiomkin                                | Set núvies per a set germans        | Adolph Deutsch, Saul Chaplin                         |
| 1954 | El motí del Caine                              | Max Steiner                                    | Carmen Jones                        | Herschel Burke Gilbert                               |
| 1954 | La Geneviève                                   | Larry Adler                                    | The Glenn Miller Story              | Joseph Gershenson, Henry Mancini                     |
| 1954 | La llei del silenci                            | Leonard Bernstein                              | A Star Is Born (pel·lícula de 1954) | Ray Heindorf                                         |
| 1954 | El calze de plata                              | Franz Waxman                                   | Llums de teatre                     | Alfred Newman, Lionel Newman                         |
| 1955 | Love Is a Many-Splendored Thing                | Alfred Newman                                  | Oklahoma!                           | Robert Russell Bennett, Jay Blackton, Adolph Deutsch |
| 1955 | Més enllà de les llàgrimes                     | Max Steiner                                    | Daddy Long Legs                     | Alfred Newman                                        |
| 1955 | L'home del braç d'or                           | Elmer Bernstein                                | Ells i elles                        | Jay Blackton, Cyril J. Mockridge                     |
| 1955 | Picnic                                         | George Duning                                  | Sempre fa bon temps                 | André Previn                                         |
| 1955 | The Rose Tattoo                                | Alex North                                     | Love Me or Leave Me                 | Percy Faith, Georgie Stoll                           |
| 1956 | La volta al món en vuitanta dies               | Victor Young                                   | The King and I                      | Alfred Newman, Ken Darby                             |
| 1956 | Anastàsia                                      | Alfred Newman                                  | The Best Things in Life Are Free    | Lionel Newman                                        |
| 1956 | Between Heaven and Hell                        | Hugo Friedhofer                                | La història d'Eddy Duchin           | Morris Stoloff, George Duning                        |
| 1956 | Gegant                                         | Dimitri Tiomkin                                | Alta societat                       | Johnny Green, Saul Chaplin                           |
| 1956 | The Rainmaker                                  | Alex North                                     | Meet Me in Las Vegas                | Georgie Stoll, Johnny Green                          |
| 1957 | El pont del riu Kwai                           | El pont del riu Kwai                           | Malcolm Arnold                      | Malcolm Arnold                                       |
| 1957 | Tu i jo                                        | Tu i jo                                        | Hugo Friedhofer                     | Hugo Friedhofer                                      |
| 1957 | El nen del dofí                                | El nen del dofí                                | Hugo Friedhofer                     | Hugo Friedhofer                                      |
| 1957 | Perri                                          | Perri                                          | Paul Smith                          | Paul Smith                                           |
| 1957 | Raintree County                                | Raintree County                                | Johnny Green                        | Johnny Green                                         |
| 1958 | The Old Man and the Sea                        | Dimitri Tiomkin                                | Gigí                                | André Previn                                         |
| 1958 | Grans horitzons                                | Jerome Moross                                  | The Bolshoi Ballet                  | Yuri Fayer, Gennady Rozhdestvensky                   |
| 1958 | Taules separades                               | David Raksin                                   | Damn Yankees                        | Ray Heindorf                                         |
| 1958 | White Wilderness                               | Oliver Wallace                                 | Mardi Gras                          | Lionel Newman                                        |
| 1958 | El ball dels maleïts                           | Hugo Friedhofer                                | South Pacific                       | Ken Darby, Alfred Newman                             |
| 1959 | Ben-Hur                                        | Miklós Rózsa                                   | Porgy and Bess                      | André Previn, Ken Darby                              |
| 1959 | The Diary of Anne Frank                        | Alfred Newman                                  | The Five Pennies                    | Leith Stevens                                        |
| 1959 | Història d'una monja                           | Franz Waxman                                   | Li'l Abner                          | Nelson Riddle, Joseph J. Lilley                      |
| 1959 | L'hora final                                   | Ernest Gold                                    | Say One for Me                      | Lionel Newman                                        |
| 1959 | Pillow Talk                                    | Frank DeVol                                    | La Bella Dorment                    | George Bruns                                         |

### Dècada de 1960
| Any  | Banda sonora de pel·lícula dramàtica o comèdia     | Banda sonora de pel·lícula dramàtica o comèdia     | Banda sonora de pel·lícula musical                           | Banda sonora de pel·lícula musical                                                  |
| Any  | Pel·lícula                                         | Candidat/s                                         | Pel·lícula                                                   | Candidat/s                                                                          |
| ---- | -------------------------------------------------- | -------------------------------------------------- | ------------------------------------------------------------ | ----------------------------------------------------------------------------------- |
| 1960 | Èxode                                              | Ernest Gold                                        | Cançó immortal                                               | Morris Stoloff, Harry Sukman                                                        |
| 1960 | El Álamo                                           | Dimitri Tiomkin                                    | Bells Are Ringing                                            | André Previn, Red Mitchell                                                          |
| 1960 | Elmer Gantry                                       | André Previn                                       | Can-Can                                                      | Nelson Riddle                                                                       |
| 1960 | Els set magnífics                                  | Elmer Bernstein                                    | El multimilionari                                            | Earle Hagen, Lionel Newman                                                          |
| 1960 | Espàrtac                                           | Alex North                                         | Pepe                                                         | Johnny Green                                                                        |
| 1961 | Esmorzar amb diamants                              | Henry Mancini                                      | West Side Story                                              | Saul Chaplin, Johnny Green, Irwin Kostal, Sid Ramin                                 |
| 1961 | El Cid                                             | Miklós Rózsa                                       | Babes in Toyland                                             | George Bruns                                                                        |
| 1961 | Fanny                                              | Morris Stoloff, Harry Sukman                       | Promeses sense promès                                        | Alfred Newman, Ken Darby                                                            |
| 1961 | Els canons de Navarone                             | Dimitri Tiomkin                                    | Khovanshchina                                                | Dmitri Shostakovich                                                                 |
| 1961 | Summer and Smoke                                   | Elmer Bernstein                                    | Paris Blues                                                  | Duke Ellington                                                                      |
| Any  | Banda sonora substancialment original              | Banda sonora substancialment original              | Banda sonora adaptada o tractament                           | Banda sonora adaptada o tractament                                                  |
| Any  | Pel·lícula                                         | Candidat/s                                         | Pel·lícula                                                   | Candidat/s                                                                          |
| 1962 | Lawrence d'Aràbia                                  | Maurice Jarre                                      | The Music Man                                                | Ray Heindorf                                                                        |
| 1962 | Freud                                              | Jerry Goldsmith                                    | Billy Rose's Jumbo                                           | Georgie Stoll                                                                       |
| 1962 | Motí a la Bounty                                   | Bronisław Kaper                                    | Gigot                                                        | Michel Magne                                                                        |
| 1962 | Taras Bulba                                        | Franz Waxman                                       | La reina del vodevil                                         | Frank Perkins                                                                       |
| 1962 | To Kill a Mockingbird                              | Elmer Bernstein                                    | El meravellós món dels germans Grimm                         | Leigh Harline                                                                       |
| 1963 | Tom Jones                                          | John Addison                                       | Irma la douce                                                | André Previn                                                                        |
| 1963 | Cleòpatra                                          | Alex North                                         | Bye Bye Birdie                                               | Johnny Green                                                                        |
| 1963 | 55 dies a Pequín                                   | Dimitri Tiomkin                                    | Samantha                                                     | Leith Stevens                                                                       |
| 1963 | La conquesta de l'Oest                             | Alfred Newman, Ken Darby                           | Les dimanches de Ville d'Avray                               | Maurice Jarre                                                                       |
| 1963 | El món és boig, boig, boig                         | Ernest Gold                                        | The Sword in the Stone                                       | George Bruns                                                                        |
| 1964 | Mary Poppins                                       | Richard M. Sherman, Robert B. Sherman              | My Fair Lady                                                 | André Previn                                                                        |
| 1964 | Becket                                             | Laurence Rosenthal                                 | A Hard Day's Night                                           | George Martin                                                                       |
| 1964 | La caiguda de l'Imperi Romà                        | Dimitri Tiomkin                                    | Mary Poppins                                                 | Irwin Kostal                                                                        |
| 1964 | Hush… Hush, Sweet Charlotte                        | Frank DeVol                                        | Robin and the 7 Hoods                                        | Nelson Riddle                                                                       |
| 1964 | La Pantera Rosa                                    | Henry Mancini                                      | The Unsinkable Molly Brown                                   | Robert Armbruster, Leo Arnaud, Jack Elliott, Jack Hayes, Calvin Jackson, Leo Shuken |
| 1965 | Doctor Jivago                                      | Maurice Jarre                                      | Somriures i llàgrimes                                        | Irwin Kostal                                                                        |
| 1965 | El turment i l'èxtasi                              | Alex North                                         | Cat Ballou                                                   | Frank DeVol                                                                         |
| 1965 | The Greatest Story Ever Told                       | Alfred Newman                                      | The Pleasure Seekers                                         | Lionel Newman, Alexander Courage                                                    |
| 1965 | A Patch of Blue                                    | Jerry Goldsmith                                    | Milers de pallassos                                          | Don Walker                                                                          |
| 1965 | Els paraigües de Cherbourg                         | Michel Legrand, Jacques Demy                       | Els paraigües de Cherbourg                                   | Michel Legrand                                                                      |
| Any  | Banda sonora original                              | Banda sonora original                              | Banda sonora adaptada o tractament                           | Banda sonora adaptada o tractament                                                  |
| Any  | Pel·lícula                                         | Candidat/s                                         | Pel·lícula                                                   | Candidat/s                                                                          |
| 1966 | Nascuda lliure                                     | John Barry                                         | Golfus de Roma                                               | Ken Thorne                                                                          |
| 1966 | La Bíblia                                          | Toshiro Mayuzumi                                   | L'evangeli segons sant Mateu                                 | Luis Bacalov                                                                        |
| 1966 | Hawai                                              | Elmer Bernstein                                    | El retorn dels Set Magnífics                                 | Elmer Bernstein                                                                     |
| 1966 | El Iang-tsé en flames                              | Jerry Goldsmith                                    | The Singing Nun                                              | Harry Sukman                                                                        |
| 1966 | Qui té por de Virginia Woolf?                      | Alex North                                         | Stop the World – I Want to Get Off                           | Al Ham                                                                              |
| 1967 | Millie, una noia moderna                           | Elmer Bernstein                                    | Camelot                                                      | Alfred Newman, Ken Darby                                                            |
| 1967 | La llegenda de l'indomable                         | Lalo Schifrin                                      | Doctor Dolittle                                              | Lionel Newman, Alexander Courage                                                    |
| 1967 | Doctor Dolittle                                    | Leslie Bricusse                                    | Endevina qui ve a sopar                                      | Frank DeVol                                                                         |
| 1967 | Lluny del brogit mundà                             | Richard Rodney Bennett                             | Millie, una noia moderna                                     | André Previn, Joseph Gershenson                                                     |
| 1967 | A sang freda                                       | Quincy Jones                                       | Valley of the Dolls                                          | John Williams                                                                       |
| Any  | Banda sonora musical per a pel·lícula (no musical) | Banda sonora musical per a pel·lícula (no musical) | Banda sonora per a pel·lícula musical (original o adaptació) | Banda sonora per a pel·lícula musical (original o adaptació)                        |
| Any  | Pel·lícula                                         | Candidat/s                                         | Pel·lícula                                                   | Candidat/s                                                                          |
| 1968 | The Lion in Winter                                 | John Barry                                         | Oliver!                                                      | Johnny Green                                                                        |
| 1968 | The Fox                                            | Lalo Schifrin                                      | La vall de l'arc iris                                        | Ray Heindorf                                                                        |
| 1968 | El planeta dels simis                              | Jerry Goldsmith                                    | Funny Girl                                                   | Walter Scharf                                                                       |
| 1968 | Les sandàlies del pescador                         | Alex North                                         | Star!                                                        | Lennie Hayton                                                                       |
| 1968 | El cas de Thomas Crown                             | Michel Legrand                                     | Les senyoretes de Rochefort                                  | Michel Legrand, Jacques Demy                                                        |
| 1969 | Butch Cassidy and the Sundance Kid                 | Burt Bacharach                                     | Hello, Dolly!                                                | Lennie Hayton, Lionel Newman                                                        |
| 1969 | Anna dels mil dies                                 | Georges Delerue                                    | Goodbye, Mr. Chips                                           | Leslie Bricusse, John Williams                                                      |
| 1969 | The Reivers                                        | John Williams                                      | Paint Your Wagon                                             | Nelson Riddle                                                                       |
| 1969 | El secret de Santa Vittoria                        | Ernest Gold                                        | Sweet Charity                                                | Cy Coleman                                                                          |
| 1969 | Grup salvatge                                      | Jerry Fielding                                     | They Shoot Horses, Don't They?                               | Johnny Green, Albert Woodbury                                                       |

### Dècada de 1970
| Any  | Banda sonora original                    | Banda sonora original                         | Cançó original de banda sonora            | Cançó original de banda sonora                                                                                    |
| Any  | Pel·lícula                               | Candidat/s                                    | Pel·lícula                                | Candidat/s |
| ---- | ---------------------------------------- | --------------------------------------------- | ----------------------------------------- | --- |
| 1970 | Love Story                               | Francis Lai                                   | Let It Be                                 | The Beatles (música i lletres)                                                                                    |
| 1970 | Airport                                  | Alfred Newman                                 | The Baby Maker                            | Fred Karlin (música), Tylwyth Kymry (lletres)                                                                     |
| 1970 | Cromwell                                 | Frank Cordell                                 | A Boy Named Charlie Brown                 | Rod McKuen (música i lletres), Uncle John (música), Bill Melendez, Al Shean (lletres), Vince Guaraldi (adaptació) |
| 1970 | Patton                                   | Jerry Goldsmith                               | Darling Lili                              | Henry Mancini (música), Johnny Mercer (lletres)                                                                   |
| 1970 | Els gira-sols                            | Henry Mancini                                 | Scrooge                                   | Leslie Bricusse (música i lletres), Ian Fraser, Herbert W. Spencer (adaptació)                                    |
| Any  | Banda sonora original dramàtica          | Banda sonora original dramàtica               | Cançó de banda sonora original o adaptada | Cançó de banda sonora original o adaptada                                                                         |
| Any  | Pel·lícula                               | Candidat/s                                    | Pel·lícula                                | Candidat/s |
| 1971 | Estiu del 42                             | Michel Legrand                                | El violinista a la teulada                | John Williams (adaptació)                                                                                         |
| 1971 | Mary, Queen of Scots                     | John Barry                                    | Bedknobs and Broomsticks                  | Richard M. Sherman, Robert B. Sherman (cançó), Irwin Kostal (adaptació)                                           |
| 1971 | Nicolau i Alexandra                      | Richard Rodney Bennett                        | El xicot                                  | Peter Maxwell Davies, Peter Greenwell (adaptació)                                                                 |
| 1971 | Les nits roges de Harlem                 | Isaac Hayes                                   | Tchaikovsky                               | Dimitri Tiomkin (adaptació)                                                                                       |
| 1971 | Els gossos de palla                      | Jerry Fielding                                | Un món de fantasia                        | Leslie Bricusse, Anthony Newley (cançó), Walter Scharf (adaptació)                                                |
| 1972 | Limelight                                | Charlie Chaplin, Raymond Rasch, Larry Russell | Cabaret                                   | Ralph Burns (adaptació)                                                                                           |
| 1972 | El Padrí (desqualificada)                | Nino Rota                                     | Lady Sings the Blues                      | Gil Askey (adaptació)                                                                                             |
| 1972 | Images                                   | John Williams                                 | Man of La Mancha                          | Laurence Rosenthal (adaptació)                                                                                    |
| 1972 | Napoleon and Samantha                    | Buddy Baker                                   | Man of La Mancha                          | Laurence Rosenthal (adaptació)                                                                                    |
| 1972 | L'aventura del Posidó                    | John Williams                                 | Man of La Mancha                          | Laurence Rosenthal (adaptació)                                                                                    |
| 1972 | L'empremta                               | John Addison                                  | Man of La Mancha                          | Laurence Rosenthal (adaptació)                                                                                    |
| 1973 | The Way We Were                          | Marvin Hamlisch                               | El cop                                    | Marvin Hamlisch (adaptació)                                                                                       |
| 1973 | Cinderella Liberty                       | John Williams                                 | Jesucrist superstar                       | André Previn, Herbert W. Spencer, Andrew Lloyd Webber (adaptació)                                                 |
| 1973 | The Day of the Dolphin                   | Georges Delerue                               | Tom Sawyer                                | Richard M. Sherman, Robert B. Sherman (cançó), John Williams (adaptació)                                          |
| 1973 | Papillon                                 | Jerry Goldsmith                               | Tom Sawyer                                | Richard M. Sherman, Robert B. Sherman (cançó), John Williams (adaptació)                                          |
| 1973 | A Touch of Class                         | John Cameron                                  | Tom Sawyer                                | Richard M. Sherman, Robert B. Sherman (cançó), John Williams (adaptació)                                          |
| 1974 | El Padrí II                              | Nino Rota, Carmine Coppola                    | El gran Gatsby                            | Nelson Riddle (adaptació)                                                                                         |
| 1974 | Chinatown                                | Jerry Goldsmith                               | The Little Prince                         | Alan Jay Lerner, Frederick Loewe (cançó), Angela Morley, Douglas Gamley (adaptació)                               |
| 1974 | Assassinat a l'Orient Express            | Richard Rodney Bennett                        | Phantom of the Paradise                   | Paul Williams (cançó i adaptació), George Tipton (adaptació)                                                      |
| 1974 | Shanks                                   | Alex North                                    | Phantom of the Paradise                   | Paul Williams (cançó i adaptació), George Tipton (adaptació)                                                      |
| 1974 | El colós en flames                       | John Williams                                 | Phantom of the Paradise                   | Paul Williams (cançó i adaptació), George Tipton (adaptació)                                                      |
| 1975 | Tauró                                    | John Williams                                 | Barry Lyndon                              | Leonard Rosenman (adaptació)                                                                                      |
| 1975 | Birds Do It, Bees Do It                  | Gerald Fried                                  | Funny Lady                                | Peter Matz (adaptació)                                                                                            |
| 1975 | Mossega la bala                          | Alex North                                    | Tommy                                     | Pete Townshend (adaptació)                                                                                        |
| 1975 | Algú va volar sobre el niu del cucut     | Jack Nitzsche                                 | Tommy                                     | Pete Townshend (adaptació)                                                                                        |
| 1975 | El vent i el lleó                        | Jerry Goldsmith                               | Tommy                                     | Pete Townshend (adaptació)                                                                                        |
| 1976 | La profecia                              | Jerry Goldsmith                               | Camí a la glòria                          | Leonard Rosenman (adaptació)                                                                                      |
| 1976 | Obsession                                | Bernard Herrmann                              | Bugsy Malone                              | Paul Williams (cançó, adaptació)                                                                                  |
| 1976 | El bandoler Josey Wales                  | Jerry Fielding                                | Ha nascut una estrella                    | Roger Kellaway (adaptació)                                                                                        |
| 1976 | Taxi Driver                              | Bernard Herrmann                              | Ha nascut una estrella                    | Roger Kellaway (adaptació)                                                                                        |
| 1976 | El viatge dels maleïts                   | Lalo Schifrin                                 | Ha nascut una estrella                    | Roger Kellaway (adaptació)                                                                                        |
| 1977 | Star Wars episodi IV: Una nova esperança | John Williams                                 | Melodia nocturna                          | Jonathan Tunick (adaptació)                                                                                       |
| 1977 | Encontres a la tercera fase              | John Williams                                 | Pete's Dragon                             | Al Kasha, Joel Hirschhorn (cançó), Irwin Kostal (adaptació)                                                       |
| 1977 | Julia                                    | Georges Delerue                               | La sabatilla i la rosa                    | Sherman Brothers (cançó), Angela Morley (adaptació)                                                               |
| 1977 | Mohammad, Messenger of God               | Maurice Jarre                                 | La sabatilla i la rosa                    | Sherman Brothers (cançó), Angela Morley (adaptació)                                                               |
| 1977 | L'espia que em va estimar                | Marvin Hamlisch                               | La sabatilla i la rosa                    | Sherman Brothers (cançó), Angela Morley (adaptació)                                                               |
| Any  | Banda sonora original                    | Banda sonora original                         | Banda sonora adaptada                     | Banda sonora adaptada                                                                                             |
| Any  | Pel·lícula                               | Candidat/s                                    | Pel·lícula                                | Candidat/s |
| 1978 | L'Exprés de Mitjanit                     | Giorgio Moroder                               | La història de Buddy Holly                | Joe Renzetti |
| 1978 | Els nens del Brasil                      | Jerry Goldsmith                               | La petita                                 | Jerry Wexler |
| 1978 | Days of Heaven                           | Ennio Morricone                               | El mag                                    | Quincy Jones |
| 1978 | El cel pot esperar                       | Dave Grusin                                   | El mag                                    | Quincy Jones |
| 1978 | Superman                                 | John Williams                                 | El mag                                    | Quincy Jones |
| 1979 | Una petita història d'amor               | Georges Delerue                               | Comença l'espectacle                      | Ralph Burns (adaptació)                                                                                           |
| 1979 | Terror a Amityville                      | Lalo Schifrin                                 | Primera volada                            | Patrick Williams (adaptació)                                                                                      |
| 1979 | El campió                                | Dave Grusin                                   | The Muppet Movie                          | Paul Williams (cançó, adaptació), Kenny Ascher (cançó)                                                            |
| 1979 | Star Trek: La pel·lícula                 | Jerry Goldsmith                               | The Muppet Movie                          | Paul Williams (cançó, adaptació), Kenny Ascher (cançó)                                                            |
| 1979 | 10, la dona perfecta                     | Henry Mancini                                 | The Muppet Movie                          | Paul Williams (cançó, adaptació), Kenny Ascher (cançó)                                                            |

### Dècada de 1980
| Any  | Pel·lícula                                | Pel·lícula                                | Candidat/s | Candidat/s |
| ---- | ----------------------------------------- | ----------------------------------------- | --- | --- |
| 1980 | Fama                                      | Fama                                      | Michael Gore | Michael Gore |
| 1980 | Altered States                            | Altered States                            | John Corigliano | John Corigliano |
| 1980 | L'home elefant                            | L'home elefant                            | John Morris | John Morris |
| 1980 | Star Wars episodi V: L'Imperi contraataca | Star Wars episodi V: L'Imperi contraataca | John Williams | John Williams |
| 1980 | Tess                                      | Tess                                      | Philippe Sarde | Philippe Sarde |
| 1981 | Carros de foc                             | Carros de foc                             | Vangelis | Vangelis |
| 1981 | Dragonslayer                              | Dragonslayer                              | Alex North | Alex North |
| 1981 | On Golden Pond                            | On Golden Pond                            | Dave Grusin | Dave Grusin |
| 1981 | Ragtime                                   | Ragtime                                   | Randy Newman | Randy Newman |
| 1981 | A la recerca de l'arca perduda            | A la recerca de l'arca perduda            | John Williams | John Williams |
| Any  | Banda sonora original                     | Banda sonora original                     | Cançó original de banda sonora o adaptació | Cançó original de banda sonora o adaptació |
| Any  | Pel·lícula                                | Candidat/s                                | Pel·lícula | Candidat/s |
| 1982 | ET, l'extraterrestre                      | John Williams                             | Víctor, Victòria | Henry Mancini (cançó i adaptació), Leslie Bricusse (cançó) |
| 1982 | Gandhi                                    | Ravi Shankar, George Fenton               | Annie | Ralph Burns (adaptació) |
| 1982 | Oficial i cavaller                        | Jack Nitzsche                             | Història d'amor | Tom Waits (cançó) |
| 1982 | Poltergeist                               | Jerry Goldsmith                           | Història d'amor | Tom Waits (cançó) |
| 1982 | La decisió de la Sophie                   | Marvin Hamlisch                           | Història d'amor | Tom Waits (cançó) |
| 1983 | Escollits per a la glòria                 | Bill Conti                                | Yentl | Michel Legrand, Alan & Marilyn Bergman (cançó) |
| 1983 | Retorn a Cross Creek                      | Leonard Rosenman                          | The Sting II | Lalo Schifrin (adaptació) |
| 1983 | Star Wars episodi VI: El retorn del Jedi  | John Williams                             | Trading Places | Elmer Bernstein (adaptació) |
| 1983 | La força de la tendresa                   | Michael Gore                              | Trading Places | Elmer Bernstein (adaptació) |
| 1983 | Sota el foc                               | Jerry Goldsmith                           | Trading Places | Elmer Bernstein (adaptació) |
| Any  | Banda sonora original                     | Banda sonora original                     | Cançó original | Cançó original |
| Any  | Pel·lícula                                | Candidat/s                                | Pel·lícula | Candidat/s |
| 1984 | Passatge a l'Índia                        | Maurice Jarre                             | Purple Rain | Prince |
| 1984 | Indiana Jones i el temple maleït          | John Williams                             | The Muppets Take Manhattan | Jeff Moss |
| 1984 | El millor                                 | Randy Newman                              | Songwriter | Kris Kristofferson |
| 1984 | The River                                 | John Williams                             | Songwriter | Kris Kristofferson |
| 1984 | Sota el volcà                             | Alex North                                | Songwriter | Kris Kristofferson |
| Any  | Pel·lícula                                | Pel·lícula                                | Candidat/s | Candidat/s |
| 1985 | Out of Africa                             | Out of Africa                             | John Barry | John Barry |
| 1985 | Agnès de Déu                              | Agnès de Déu                              | Georges Delerue | Georges Delerue |
| 1985 | El color púrpura                          | El color púrpura                          | Chris Boardman, Jorge Calandrelli, Andraé Crouch, Jack Hayes, Jerry Hey, Quincy Jones, Randy Kerber, Jeremy Lubbock, Joel Rosenbaum, Caiphus Semenya, Fred Steiner, Rod Temperton | Chris Boardman, Jorge Calandrelli, Andraé Crouch, Jack Hayes, Jerry Hey, Quincy Jones, Randy Kerber, Jeremy Lubbock, Joel Rosenbaum, Caiphus Semenya, Fred Steiner, Rod Temperton |
| 1985 | Silverado                                 | Silverado                                 | Bruce Broughton | Bruce Broughton |
| 1985 | L'únic testimoni                          | L'únic testimoni                          | Maurice Jarre | Maurice Jarre |
| 1986 | Al voltant de mitjanit                    | Al voltant de mitjanit                    | Herbie Hancock | Herbie Hancock |
| 1986 | Aliens                                    | Aliens                                    | James Horner | James Horner |
| 1986 | Més que ídols                             | Més que ídols                             | Jerry Goldsmith | Jerry Goldsmith |
| 1986 | La missió                                 | La missió                                 | Ennio Morricone | Ennio Morricone |
| 1986 | Star Trek 4: Missió salvar la Terra       | Star Trek 4: Missió salvar la Terra       | Leonard Rosenman | Leonard Rosenman |
| 1987 | L'últim emperador                         | L'últim emperador                         | David Byrne, Ryuichi Sakamoto, Cong Su | David Byrne, Ryuichi Sakamoto, Cong Su |
| 1987 | Cry Freedom                               | Cry Freedom                               | George Fenton, Jonas Gwangwa | George Fenton, Jonas Gwangwa |
| 1987 | L'imperi del Sol                          | L'imperi del Sol                          | John Williams | John Williams |
| 1987 | Els intocables d'Elliot Ness              | Els intocables d'Elliot Ness              | Ennio Morricone | Ennio Morricone |
| 1987 | Les bruixes d'Eastwick                    | Les bruixes d'Eastwick                    | John Williams | John Williams |
| 1988 | The Milagro Beanfield War                 | The Milagro Beanfield War                 | Dave Grusin | Dave Grusin |
| 1988 | El turista accidental                     | El turista accidental                     | John Williams | John Williams |
| 1988 | Les amistats perilloses                   | Les amistats perilloses                   | George Fenton | George Fenton |
| 1988 | Goril·les en la boira                     | Goril·les en la boira                     | Maurice Jarre | Maurice Jarre |
| 1988 | Rain Man                                  | Rain Man                                  | Hans Zimmer | Hans Zimmer |
| 1989 | The Little Mermaid                        | The Little Mermaid                        | Alan Menken | Alan Menken |
| 1989 | Born on the Fourth of July                | Born on the Fourth of July                | John Williams | John Williams |
| 1989 | Els fabulosos Baker Boys                  | Els fabulosos Baker Boys                  | Dave Grusin | Dave Grusin |
| 1989 | Camp de somnis                            | Camp de somnis                            | James Horner | James Horner |
| 1989 | Indiana Jones i l'última croada           | Indiana Jones i l'última croada           | John Williams | John Williams |

### Dècada de 1990
| Any  | Pel·lícula               | Pel·lícula               | Candidat/s                      | Candidat/s                                                                   |
| ---- | ------------------------ | ------------------------ | ------------------------------- | ---------------------------------------------------------------------------- |
| 1990 | Ballant amb llops        | Ballant amb llops        | John Barry                      | John Barry                                                                   |
| 1990 | Avalon                   | Avalon                   | Randy Newman                    | Randy Newman                                                                 |
| 1990 | Ghost                    | Ghost                    | Maurice Jarre                   | Maurice Jarre                                                                |
| 1990 | Havana                   | Havana                   | Dave Grusin                     | Dave Grusin                                                                  |
| 1990 | Sol a casa               | Sol a casa               | John Williams                   | John Williams                                                                |
| 1991 | Beauty and the Beast     | Beauty and the Beast     | Alan Menken                     | Alan Menken                                                                  |
| 1991 | Bugsy                    | Bugsy                    | Ennio Morricone                 | Ennio Morricone                                                              |
| 1991 | El rei pescador          | El rei pescador          | George Fenton                   | George Fenton                                                                |
| 1991 | JFK                      | JFK                      | John Williams                   | John Williams                                                                |
| 1991 | El príncep de les marees | El príncep de les marees | James Newton Howard             | James Newton Howard                                                          |
| 1992 | Aladdin                  | Aladdin                  | Alan Menken                     | Alan Menken                                                                  |
| 1992 | Instint bàsic            | Instint bàsic            | Jerry Goldsmith                 | Jerry Goldsmith                                                              |
| 1992 | Chaplin                  | Chaplin                  | John Barry                      | John Barry                                                                   |
| 1992 | Retorn a Howards End     | Retorn a Howards End     | Richard Robbins                 | Richard Robbins                                                              |
| 1992 | El riu de la vida        | El riu de la vida        | Mark Isham                      | Mark Isham                                                                   |
| 1993 | La llista de Schindler   | La llista de Schindler   | John Williams                   | John Williams                                                                |
| 1993 | L'edat de la innocència  | L'edat de la innocència  | Elmer Bernstein                 | Elmer Bernstein                                                              |
| 1993 | The Firm                 | The Firm                 | Dave Grusin                     | Dave Grusin                                                                  |
| 1993 | El fugitiu               | El fugitiu               | James Newton Howard             | James Newton Howard                                                          |
| 1993 | El que queda del dia     | El que queda del dia     | Richard Robbins                 | Richard Robbins                                                              |
| 1994 | The Lion King            | The Lion King            | Hans Zimmer                     | Hans Zimmer                                                                  |
| 1994 | Forrest Gump             | Forrest Gump             | Alan Silvestri                  | Alan Silvestri                                                               |
| 1994 | Entrevista amb el vampir | Entrevista amb el vampir | Elliot Goldenthal               | Elliot Goldenthal                                                            |
| 1994 | Donetes                  | Donetes                  | Thomas Newman                   | Thomas Newman                                                                |
| 1994 | Cadena perpètua          | Cadena perpètua          | Thomas Newman                   | Thomas Newman                                                                |
| Any  | Banda sonora dramàtica   | Banda sonora dramàtica   | Banda sonora musical o còmica   | Banda sonora musical o còmica                                                |
| Any  | Pel·lícula               | Candidat/s               | Pel·lícula                      | Candidat/s                                                                   |
| 1995 | Il postino               | Luis Bacalov             | Pocahontas                      | Alan Menken (música i orquestra), Stephen Schwartz (lletres)                 |
| 1995 | Apol·lo 13               | James Horner             | The American President          | Marc Shaiman                                                                 |
| 1995 | Braveheart               | James Horner             | Sabrina                         | John Williams                                                                |
| 1995 | Nixon                    | John Williams            | Toy Story                       | Randy Newman                                                                 |
| 1995 | Sentit i sensibilitat    | Patrick Doyle            | Unstrung Heroes                 | Thomas Newman                                                                |
| 1996 | El pacient anglès        | Gabriel Yared            | Emma                            | Rachel Portman                                                               |
| 1996 | Hamlet                   | Patrick Doyle            | El club de les primeres esposes | Marc Shaiman                                                                 |
| 1996 | Michael Collins          | Elliot Goldenthal        | El geperut de Notre Dame        | Alan Menken (música i orquestra), Stephen Schwartz (lletres)                 |
| 1996 | Shine                    | David Hirschfelder       | James and the Giant Peach       | Randy Newman                                                                 |
| 1996 | Sleepers                 | John Williams            | La dona del predicador          | Hans Zimmer                                                                  |
| 1997 | Titanic                  | James Horner             | The Full Monty                  | Anne Dudley                                                                  |
| 1997 | Amistad                  | John Williams            | Anastasia                       | Stephen Flaherty (música), Lynn Ahrens (lletres), David Newman (orquestra)   |
| 1997 | Good Will Hunting        | Danny Elfman             | Millor, impossible              | Hans Zimmer                                                                  |
| 1997 | Kundun                   | Philip Glass             | Homes de Negre                  | Danny Elfman                                                                 |
| 1997 | L.A. Confidential        | Jerry Goldsmith          | La boda del meu millor amic     | James Newton Howard                                                          |
| 1998 | La vida és bella         | Nicola Piovani           | Shakespeare in Love             | Stephen Warbeck                                                              |
| 1998 | Elisabet                 | David Hirschfelder       | A Bug's Life                    | Randy Newman                                                                 |
| 1998 | Pleasantville            | Randy Newman             | Mulan                           | Matthew Wilder (música), David Zippel (lletres), Jerry Goldsmith (orquestra) |
| 1998 | Salvem el soldat Ryan    | John Williams            | Patch Adams                     | Marc Shaiman                                                                 |
| 1998 | The Thin Red Line        | Hans Zimmer              | The Prince of Egypt             | Stephen Schwartz (música i lletres), Hans Zimmer (orquestra)                 |
| 1999 | The Red Violin           | The Red Violin           | John Corigliano                 | John Corigliano                                                              |
| 1999 | American Beauty          | American Beauty          | Thomas Newman                   | Thomas Newman                                                                |
| 1999 | Angela's Ashes           | Angela's Ashes           | John Williams                   | John Williams                                                                |
| 1999 | The Cider House Rules    | The Cider House Rules    | Rachel Portman                  | Rachel Portman                                                               |
| 1999 | L'enginyós senyor Ripley | L'enginyós senyor Ripley | Gabriel Yared                   | Gabriel Yared                                                                |

### Dècada de 2000
| Any  | Pel·lícula                                               | Candidat/s                   |
| ---- | -------------------------------------------------------- | ---------------------------- |
| 2000 | Tigre i drac                                             | Tan Dun                      |
| 2000 | Chocolat                                                 | Rachel Portman               |
| 2000 | Gladiator                                                | Hans Zimmer                  |
| 2000 | Malèna                                                   | Ennio Morricone              |
| 2000 | El patriota                                              | John Williams                |
| 2001 | El Senyor dels Anells: La Germandat de l'Anell           | Howard Shore                 |
| 2001 | A.I. Artificial Intelligence                             | John Williams                |
| 2001 | Una ment meravellosa                                     | James Horner                 |
| 2001 | Harry Potter i la pedra filosofal                        | John Williams                |
| 2001 | Monsters, Inc.                                           | Randy Newman                 |
| 2002 | Frida                                                    | Elliot Goldenthal            |
| 2002 | Catch Me If You Can                                      | John Williams                |
| 2002 | Lluny del cel                                            | Elmer Bernstein              |
| 2002 | Les hores                                                | Philip Glass                 |
| 2002 | Road to Perdition                                        | Thomas Newman                |
| 2003 | El Senyor dels Anells: El retorn del rei                 | Howard Shore                 |
| 2003 | Big Fish                                                 | Danny Elfman                 |
| 2003 | Cold Mountain                                            | Gabriel Yared                |
| 2003 | Buscant en Nemo                                          | Thomas Newman                |
| 2003 | House of Sand and Fog                                    | James Horner                 |
| 2004 | Descobrir el País de Mai Més                             | Jan A. P. Kaczmarek          |
| 2004 | Harry Potter i el pres d'Azkaban                         | John Williams                |
| 2004 | Un seguit de desgràcies catastròfiques de Lemony Snicket | Thomas Newman                |
| 2004 | The Passion of the Christ                                | John Debney                  |
| 2004 | The Village                                              | James Newton Howard          |
| 2005 | Brokeback Mountain                                       | Gustavo Santaolalla          |
| 2005 | The Constant Gardener                                    | Alberto Iglesias             |
| 2005 | Memòries d'una geisha                                    | John Williams                |
| 2005 | Munich                                                   | John Williams                |
| 2005 | Pride & Prejudice                                        | Dario Marianelli             |
| 2006 | Babel                                                    | Gustavo Santaolalla          |
| 2006 | The Good German                                          | Thomas Newman                |
| 2006 | Diari d'un escàndol                                      | Philip Glass                 |
| 2006 | El laberinto del fauno                                   | Javier Navarrete             |
| 2006 | La reina                                                 | Alexandre Desplat            |
| 2007 | Expiació                                                 | Dario Marianelli             |
| 2007 | El tren de les 3:10                                      | Marco Beltrami               |
| 2007 | The Kite Runner                                          | Alberto Iglesias             |
| 2007 | Michael Clayton                                          | James Newton Howard          |
| 2007 | Ratatouille                                              | Michael Giacchino            |
| 2008 | Slumdog Millionaire                                      | A. R. Rahman                 |
| 2008 | El curiós cas de Benjamin Button                         | Alexandre Desplat            |
| 2008 | Resistència                                              | James Newton Howard          |
| 2008 | Em dic Harvey Milk                                       | Danny Elfman                 |
| 2008 | WALL·E                                                   | Thomas Newman                |
| 2009 | Up                                                       | Michael Giacchino            |
| 2009 | Avatar                                                   | James Horner                 |
| 2009 | Fantastic Mr. Fox                                        | Alexandre Desplat            |
| 2009 | En terra hostil                                          | Marco Beltrami, Buck Sanders |
| 2009 | Sherlock Holmes                                          | Hans Zimmer                  |

### Dècada de 2010
| Any  | Pel·lícula                                      | Candidat/s                  |
| ---- | ----------------------------------------------- | --------------------------- |
| 2010 | La xarxa social                                 | Trent Reznor, Atticus Ross  |
| 2010 | 127 Hours                                       | A.R. Rahman                 |
| 2010 | Com ensinistrar un drac                         | John Powell                 |
| 2010 | Origen                                          | Hans Zimmer                 |
| 2010 | El discurs del rei                              | Alexandre Desplat           |
| 2011 | The Artist                                      | Ludovic Bource              |
| 2011 | Les aventures de Tintín: El secret de l'Unicorn | John Williams               |
| 2011 | Hugo                                            | Howard Shore                |
| 2011 | El talp                                         | Alberto Iglesias            |
| 2011 | War Horse                                       | John Williams               |
| 2012 | La vida de Pi                                   | Mychael Danna               |
| 2012 | Anna Karenina                                   | Dario Marianelli            |
| 2012 | Argo                                            | Alexandre Desplat           |
| 2012 | Lincoln                                         | John Williams               |
| 2012 | Skyfall                                         | Thomas Newman               |
| 2013 | Gravity                                         | Steven Price                |
| 2013 | The Book Thief                                  | John Williams               |
| 2013 | Her                                             | Will Butler, Owen Pallett   |
| 2013 | Philomena                                       | Alexandre Desplat           |
| 2013 | Saving Mr. Banks                                | Thomas Newman               |
| 2014 | The Grand Budapest Hotel                        | Alexandre Desplat           |
| 2014 | The Imitation Game (Desxifrant l'Enigma)        | Alexandre Desplat           |
| 2014 | Interstellar                                    | Hans Zimmer                 |
| 2014 | Mr. Turner                                      | Gary Yershon                |
| 2014 | The Theory of Everything                        | Jóhann Jóhannsson           |
| 2015 | The Hateful Eight                               | Ennio Morricone             |
| 2015 | Bridge of Spies                                 | Thomas Newman               |
| 2015 | Carol                                           | Carter Burwell              |
| 2015 | Sicari                                          | Jóhann Jóhannsson           |
| 2015 | Star Wars episodi VII: El despertar de la força | John Williams               |
| 2016 | La La Land                                      | Justin Hurwitz              |
| 2016 | Jackie                                          | Mica Levi                   |
| 2016 | Lion                                            | Hauschka, Dustin O'Halloran |
| 2016 | Moonlight                                       | Nicholas Britell            |
| 2016 | Passengers                                      | Thomas Newman               |
| 2017 | The Shape of Water                              | Alexandre Desplat           |
| 2017 | Dunkirk                                         | Hans Zimmer                 |
| 2017 | Phantom Thread                                  | Jonny Greenwood             |
| 2017 | Star Wars: Els últims Jedi                      | John Williams               |
| 2017 | Three Billboards Outside Ebbing, Missouri       | Carter Burwell              |
| 2018 | Black Panther                                   | Ludwig Göransson            |
| 2018 | BlacKkKlansman                                  | Terence Blanchard           |
| 2018 | If Beale Street Could Talk                      | Nicholas Britell            |
| 2018 | Isle of Dogs                                    | Alexandre Desplat           |
| 2018 | Mary Poppins Returns                            | Marc Shaiman                |
| 2019 | Joker                                           | Hildur Guðnadóttir          |
| 2019 | Donetes                                         | Alexandre Desplat           |
| 2019 | Marriage Story                                  | Randy Newman                |
| 2019 | Star Wars: L'ascens de Skywalker                | John Williams               |
| 2019 | 1917                                            | Thomas Newman               |

### Dècada de 2020
| Any  | Pel·lícula                          | Candidat/s                              |
| ---- | ----------------------------------- | --------------------------------------- |
| 2020 | Soul                                | Jon Batiste, Trent Reznor, Atticus Ross |
| 2020 | Da 5 Bloods                         | Terence Blanchard                       |
| 2020 | Mank                                | Trent Reznor, Atticus Ross              |
| 2020 | Minari: Història de la meva família | Emile Mosseri                           |
| 2020 | News of the World                   | James Newton Howard                     |
| 2021 | Dune                                | Hans Zimmer                             |
| 2021 | Don't Look Up                       | Nicholas Britell                        |
| 2021 | Encanto                             | Germaine Franco                         |
| 2021 | Madres paralelas                    | Alberto Iglesias                        |
| 2021 | The Power of the Dog                | Jonny Greenwood                         |
| 2022 | Res de nou a l'oest                 | Volker Bertelmann                       |
| 2022 | Babylon                             | Justin Hurwitz                          |
| 2022 | The Banshees of Inisherin           | Carter Burwell                          |
| 2022 | Tot a la vegada a tot arreu         | Son Lux                                 |
| 2022 | The Fabelmans                       | John Williams                           |
| 2023 | Oppenheimer                         | Ludwig Göransson                        |
| 2023 | American Fiction                    | Laura Karpman                           |
| 2023 | Indiana Jones i el dial del destí   | John Williams                           |
| 2023 | Killers of the Flower Moon          | Robbie Robertson                        |
| 2023 | Poor Things                         | Jerskin Fendrix                         |

## Superlatius
| Categoria                   | Nom                        | Superlatiu     | Notes          |
| --------------------------- | -------------------------- | -------------- | -------------- |
| Més guardons                | Alfred Newman              | 9 premis       | 41 nominacions |
| Més nominacions             | John Williams              | 47 nominacions | 5 premis       |
| Més nominacions sense premi | Thomas Newman / Alex North | 14 nominacions |                |

Un únic compositor ha aconseguit guanyar dos premis a la millor banda sonara en una mateixa edició: fou l'any 1973 quan Marvin Hamslich aconseguí el premi a la millor banda sonora per Tal com èrem i a la millor adaptació per El cop. Aquell mateix, a més, aconseguí el premi a millor cançó pel tema principal de Tal com èrem, esdevenint l'únic compositor que ha aconseguit 3 premis en una mateixa nit.
Un únic compositor ha aconseguit el premi tres anys seguits: Roger Edens per les adaptacions a Easter Parade (1948), Un dia a Nova York (1949) i Annie Get Your Gun (1950).
Vuit compositors, però, ho han aconseguit en dues ocasions seguides:
1. Ray Heindorf per Yankee Doodle Dandy (1942) i Això és l'exèrcit (1943).
2. Franz Waxman per Sunset Boulevard (1950) i A Place in the Sun (1951).
3. Alfred Newman per With a Song in My Heart (1952) i Call Me Madam (1953). Repetí el fet per Love Is a Many-Splendored Thing (1955) i The King and I (1956).
4. Adolph Deutsch per Set núvies per a set germans (1954) i Oklahoma! (1955).
5. André Previn per Gigi (1958) i Porgy and Bess (1959). Repetí el fet per Irma la Douce (1963) and My Fair Lady (1964).
6. Leonard Rosenman per Barry Lyndon (1975) i Camí a la glòria (1976).
7. Alan Menken per La bella i la bèstia (1991) i Aladdin (1992).
8. Gustavo Santaolalla per Brokeback Mountain (2005) i Babel (2006).